# Kvinna med papegoja

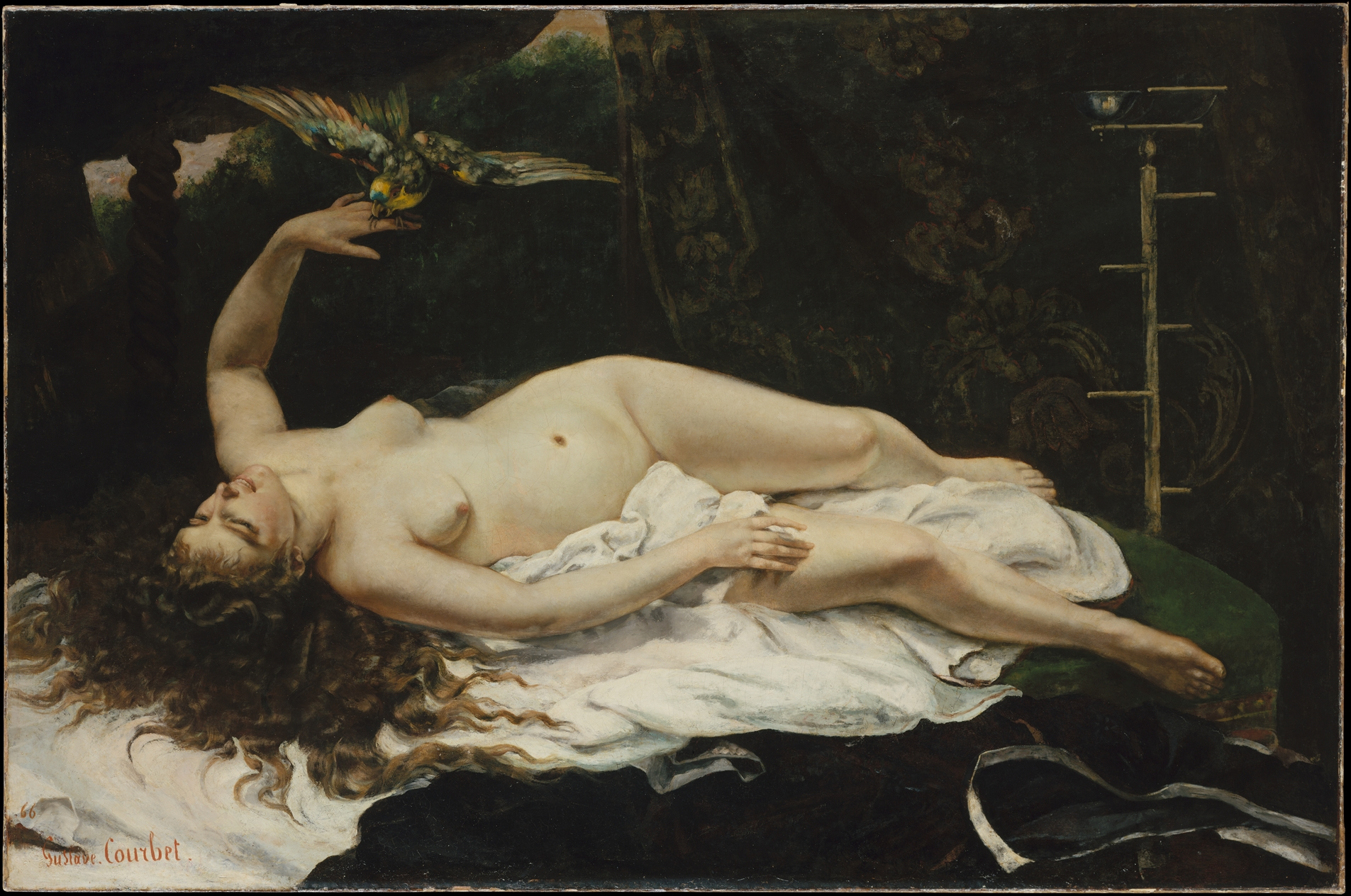
Kvinna med papegoja, 129,8 X 195,6 cm

Kvinna med papegoja, på originalspråket franska La Femme au perroquet, är en oljemålning av Gustave Courbet.
Målningen presenterades på Parissalongen år 1866 och möttes med negativ kritik om moralisk karaktär. Den ansågs vara ett exempel på dålig smak och kritiserades för modellens utmanande position. 
Flera konstnärer  har inspirerats av målningen. Édouard Manet gjorde genast en målning med samma titel, men med en påklädd kvinna, och Paul Cézanne bar omkring ett foto av målningen i sin plånbok.
Det är inte helt klart vem som var modell för kvinnan i målningen, men samma modell förekommer också i målningarna  Den unga badande kvinnan (La jeune baigneuse - 1866) och Kvinnan i vågorna (La Femme dans les vagues - 1868).
Kvinna med papegoja finns numera på Metropolitan Museum of Art i New York.